# Григорий Авнежский
Григорий Авнежский (ум. 1392) — преподобномученик Русской православной церкви.
На Авнежской возвышенности во второй половине XIV века стали жить отшельники Стефан, ученик Святого Сергия Радонежского, и Григорий. Около 1370 года они построили церковь и кельи для иноков. В их начинаниях им сильно способствовал местный богатый селянин, по имени Константин Дмитриевич, который затем и сам принял монашеский постриг с именем Кассиана, и был поставлен келарем новой обители, когда Великий князь Димитрий Иванович Донской вызвал Стефана на Москву.
В конце XIV века обитель сильно страдала от набегов казанских татар и вятчан, и в один из таких набегов, 15 июня 1392 года, были убиты оба подвижника, и после их мученической смерти обитель пришла в полное запустение. Запустение Авнежского монастыря продолжалось 132 года, и место, где он существовал, практически полностью заросло лесом.
В 1524 году один авнежский селянин при расчистке леса нашёл их мощи, и над ними поставлена была православная часовня. В 1560 году настоятель Троицкого монастыря Варлаам на пожертвование русского царя построил у гроба угодников монастырь, который в 1764 году был преобразован в приходскую церковь. Мощи их, по благословению митрополита Макария, освидетельствовал вологодский епископ Иоасаф, и установлено было местно совершать память авнежских чудотворцев в день их смерти; также их память отмечается в 3-ю неделю по Пятидесятнице — в Соборе Вологодских святых, 6 июля — в Соборе Радонежских святых.